# عين القط (واصمة طريق)

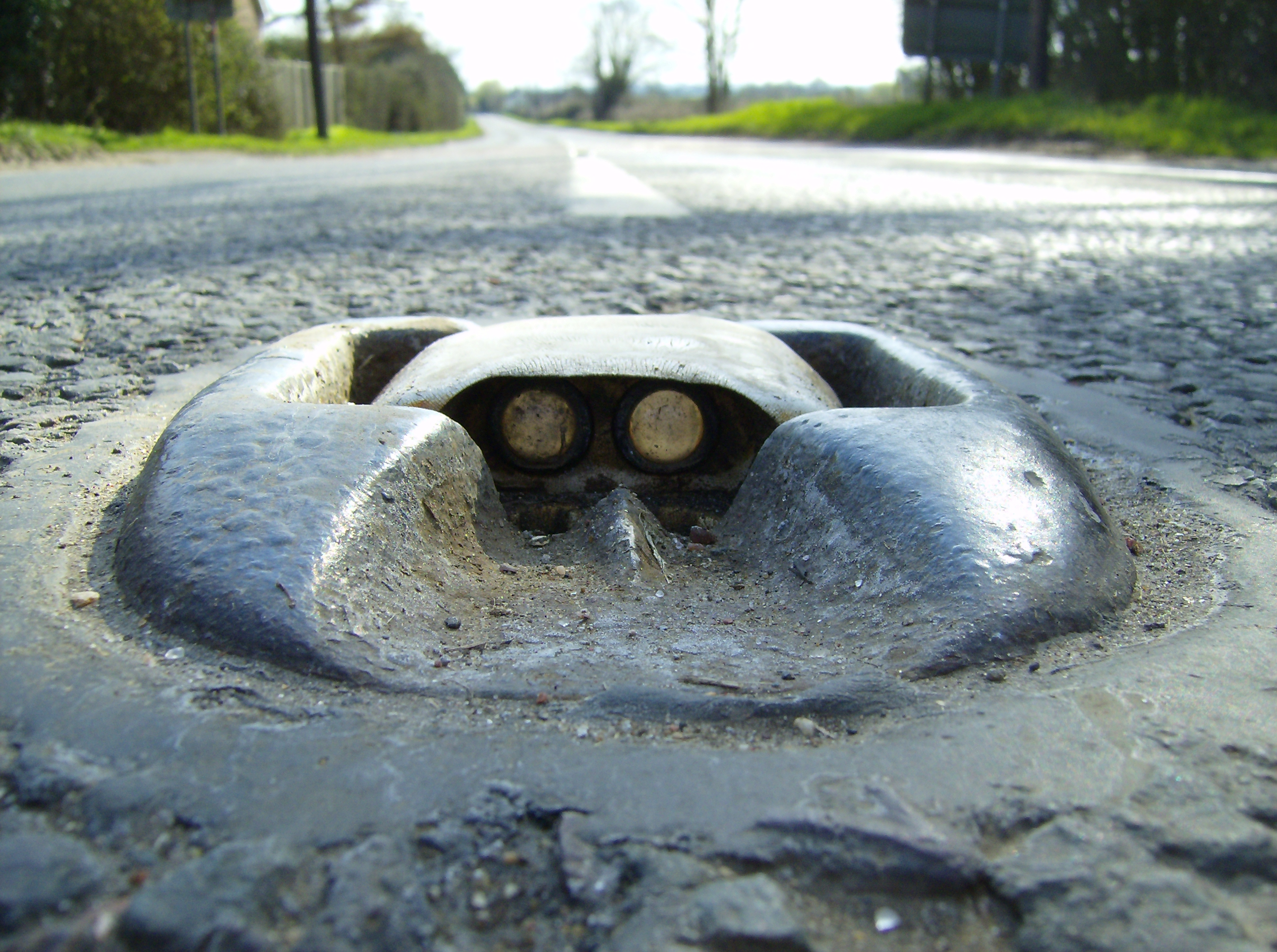
تظهَر الكرات العاكسة الخاصة بعين القط في المملكة المتحدة.

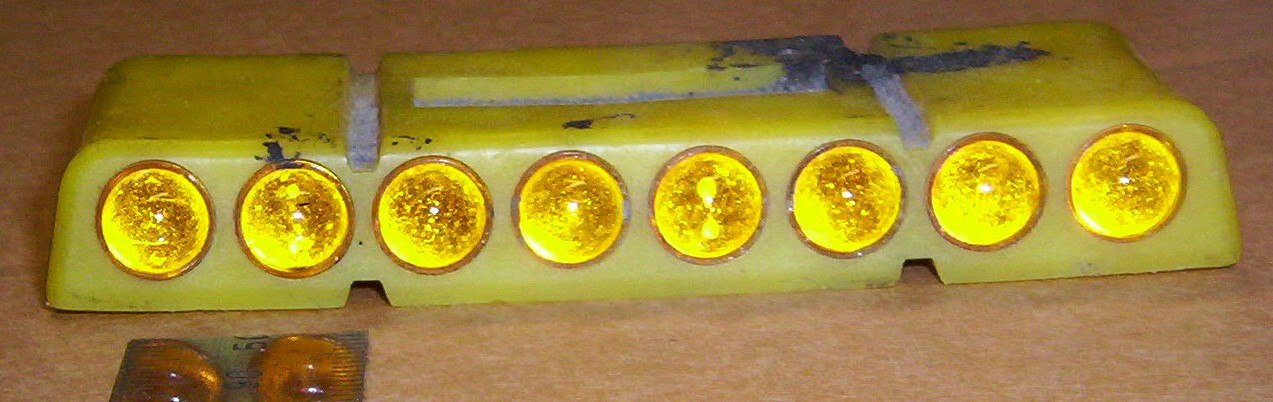
عيون القط الصفراء المثبّتة قبل وضعها في الطُرقات، ألمانيا.

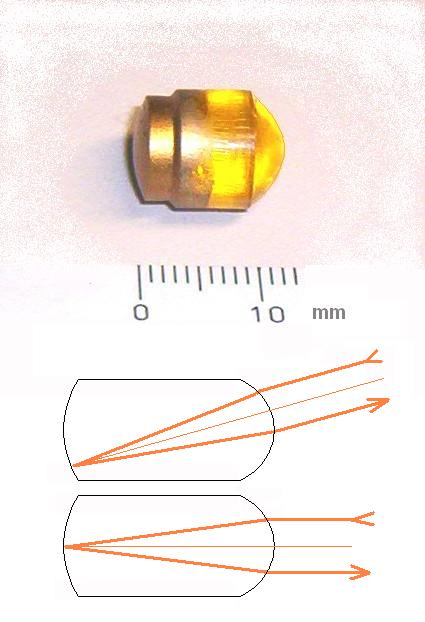
جسم عين القطّ الزُجاجيّ وَمبدأ العمل؛ يُبَطَّن الوجه الخلفيّ بمرآة.

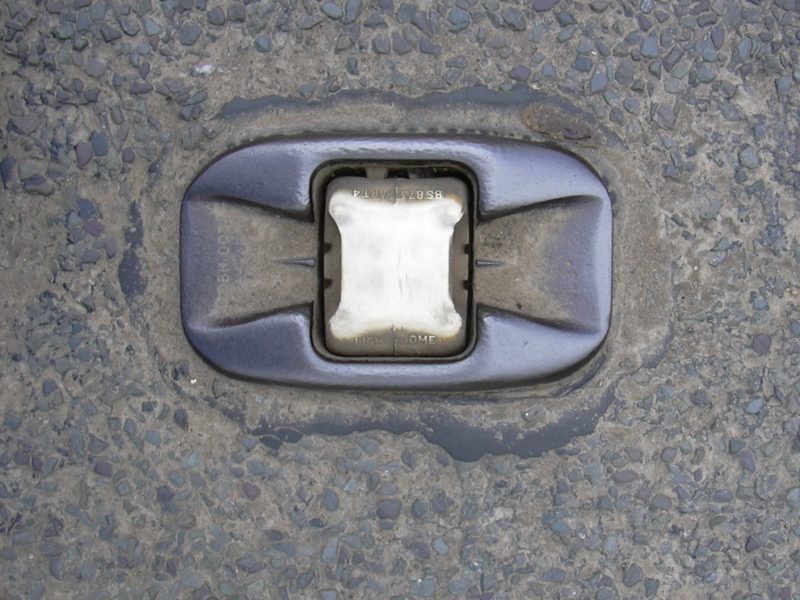
عين القطّ مُزدوج النهايات هو تصميم شاو الأصليّ وَيوصم خط الطريق الوسطيّ.

عَيْنُ القِطِّ (بالإنجليزية: cat's eye)، هي أداة سلامة عاكسة مُرجعة تُستخدم في تحديد الطريق وَكانت الأولى في مجال واصمات الرصيف المكشوطة. بزغت في المملكة المتحدة في 1933 وَاليوم تُستَخدم في جميع أنحاء العالم. يتألَّف الشكل الأصليّ من زوجين من كرتين زجاجيّتين عاكستين موضوعة في قُبّة مَطَّاطيّة بيضاء، مُرساة في غطاء من حديد الصبّ. وهذا هو النوع الَّذي يوصم منتصف الطريق، ويوضَع زوجٌ من عيون القطّ في كلّ جانبٍ من الطريق ليُحَدِّد حواف الطريق. أصبح الشكل وحيد-النهاية واسع الاستخدام بألوانٍ مُختلفة عند حوافّ الطريق وَكمُقسِّم لمسارات الطريق. وَتَكمُنْ أهميّة عين القطّ في الضباب، وَهي مُقاومة للغاية للأذيّة الناجمة عن كاسحات الثلج.
من أهم مكوّنات عين القطّ هي القُبَّة المَطّاطيّة المَرِنة الَّتي تُشَوِّهها المَركبات العابرة فوقها من حينٍ لآخر. وَالمِمسحة المطَّاطيَّة الثَّابِتة الَّتي تُنَظِّف سطح العواكِس عندما تَغور تحت سطح الطريق (وَينحى قاعُها ليجمع الماء بعد هطول المطر، وهذا يجعل عمليّة الغسل أكثر فعاليَّة). وَتُحمى القُبَّة المَطَّاطيَّة من أذى سحق المَركبات العابِرة فوقها، بواسطة «غِطاءٍ» معدنيّ؛ وَالّذي بدوره يؤمِّن تنبيهًا مَلموسًا وَمَسموعًا للسائقين.
مُخترع عين القطّ هو بيرسي شاو (بالإنجليزية: Percy shaw) من بوثتاون، هاليفاكس، إنجلترا. عندما أُزيلت خطوط الترام في ضاحية أمبلر ثورن القريبة، أدرك أنّه -أي الترام- كان يستخدم شرائط مصقولة من الستيل ليرى مَساره في اللَّيل. وقد جاء الاسم «عين القطّ» من إلهام هذا الاختراع، والّذي هو بريق العين المُنعكس من عين قِطٍّ. في 1934، سجَّل براءة اختراعه بالرقمين 436,290 نسخة محفوظة 20 سبتمبر 2008 على موقع واي باك مشين. وَ457,536 نسخة محفوظة 20 سبتمبر 2008 على موقع واي باك مشين.، وَفي 15 مارس من عام 1935، أنشأ شركة بروزات الطريق العاكسة المحدودة (بالإنجليزية: Reflecting Roadstuds Limited) في هاليفاكس ليصنع قطع عين القطّ. وَمنذ ذلك الحين أصبح الاسم «عين القطّ» علامتهم التجاريَّة 
وَيجدر التنويه إلى العدسات العاكِسة الّتي اخترعت قبل ستة سنوات من اختراع عين القطّ، بهدف استخدامها في اللّافتات الإعلانيَّة للمُحاسِب ريتشارد هولينز موراي من هيرفوردشير وَكما أقرّ شاو، أنَّهم ساهموا في وصوله إلى فكرته.
في 2006، صُوِّتَ لتكون عين القطّ واحدة من الرموز العشرة البريطانيّة الرائدة في تنقيب تصاميم بريطانيا العُظمى (بالإنجليزية: Great British Design Quest) الّذي نظّمته هيئة الإذاعة البريطانيّة بالتعاون مع متحف التصاميم، وقد تضمّنت القائمة أيضًا: الكونكورد، الميني كوبر، السوبرمارين سبتفاير، صندوق الهاتف ك2، الشبكة العنكبوتيّة العالميّة، حافلة الروت ماستر.

## التطوير والأهميّة
التغشية (بالإنجليزية: Blackout) في الحرب العالمية الثانية (1939–1945) وَإطفاء الأنوار الأماميّة للسيّارات جعلا من اختراع شاو ذي أهميّة بالغة، وَساهمَ في انتشاره في المملكة المتحدة. بعد الحرب، تلقّى دعمًا كبيرًا من قِبَل لَجنَة وزارة النقل برئاسة جيمس كالاهان وَأرثر يونغ. وفي النهاية، انتشر استخدامها في كل بِقاع العالَم.

## استخدامات محليّة

### المملكة المتحدة وهونغ كونغ
- تُستَخدم عيون القطّ البيضاء لتحديد خط مُنتصف الطريق غير المُنار، لكنّ عملها يتعلّق بالسرعات العالية أو بحجم الحركة المُروريّة. وَتُستخدم أيضًا في وصم المَمَرَّات، الجزر المُروريّة، «الخُطوط البيضاء المُزْدَوِجة» حيثُ لا يُسمَح بالتجاوز.
- توضع عيون القطّ الحمراء على طول الحواف القاسية للطريق السيَّار وَالطرق المُزدوجة، بالإضافة إلى حواف الطرق الرّئيسيّة فئة-أ وَفئة-ب (كان يُشار لها باسم الطرقات الرّئيسيّة).
- توضع عيون القطّ الكَهْرَمانيّة (الأصفر الضارب إلى الحمرة: Amber) على طول حافّة الاحتفاظ المَركزيّ (الناصِف).
- تدلّ عيون القطّ الخضراء إلى اندماج أو تفرُّع الطريق عند مُلتقى الطُرُق، أو مدخل وَمخرج الاستراحات الطُرُقيّة.

ليست واضحةً للعَيانِ في وضَح النّهار، وَتُستَخدم عمومًا مع خطوط الطرقات المَطليّة التقليديّة. غالبًا، تُرى عيون القطّ ذات الشريط العاكِس خلال أعمال صيانة الطريق السريع، وَتُعتَبَر مِثاليّة للنَهار فهي ذات تَوَهُّج أخضر/أصفر؛ لذلك يُمكن رؤيتها بسهولة في وضَح النّهار وأيضًا في الظّلام، وَيُمكن استخدامها وحدها في تقسيم مَجازات الطُرُق.
تُرى أيضًا خلال أعمال صيانة الطريق السريع، وتكون بشكل أعمدة مروريّة بلاستيكيّة تُدخَل في مأخذٍ قابلٍ للسَّحب لعين القطّ، وليس كأعمدة حرّة التموضع. وَغالبًا ما تُستَخدم مع صفّين من عيون القطّ المؤقَّتة من أجل تقسيم الحركة المُروريّة في الطريق الجانبيّ الآخر بين اتّجاهَي السير خلال أعمال صيانة الطرق.
تُعرَف عيون القطّ المُشَغَّلة بالطاقة الشّمسيّة باسم «بُرُوزَات الطريق الشّمسيّة» (بالإنجليزية: solar road studs) وَتُظهِر ثبلًا أحمرًا أو كَهْرَمانيًّا للمارّة، وَتوضَع على الطُرُق الَّتي تُعتَبَر خطرة.
وعلى الرُّغم من ذلك، وبعد وضعها في إسكس في خريف 2006، أذاعت هيئة الإذاعة البريطانيّة أنّ هذه الأجهزة الَّتي تُومِض حوالي 100 مَرَّة في الثانية قد تكون مُسبِّبًا لحدوث نوبات الصرع وَلذلك عَلَّقت وكالة الطرق السريعة هذا البرنامج.
وَقد رُفِعَ التعليق في حلول عام 2015، عندما بدأت توضَع عيون القطّ الثبليّة على طول الأقسام A1 وَA1(M) المُعاد تمهيدها حديثًا في مُقاطعة درم وَتاين وَوير.
ظهرت عيون القطّ ذات الثبل الأزرق الوامِضة في عَرض تلفزيونيّ اسمه «بقعة الحادث السوداء» (بالإنجليزية: Accident Black Spot)، عُرِضَ على القناة الرابعة البريطانية في 19 كانون الأول 2000، حيثُ تُنَبِّه السّائقين إلى احتماليّة وجود ثلج على الطريق عند انخفاض درجة الحرارة للدرجة المُعيَّرة عندها، 3 °م (37 °ف). اقتُرِح تطويره في عام 2013 لتغيير الضوء الأبيض إلى الكَهْرَمانيّ بحيث يُعطي هذا اللّون لمدّة أربعة ثوانٍ بعد مرور المَركبة، أو أحمرًا إذا كانت المَركبة التالية قريبة للغاية أو إذا كانت حركة المُرور أمامها ثابتة.

### أيرلندا

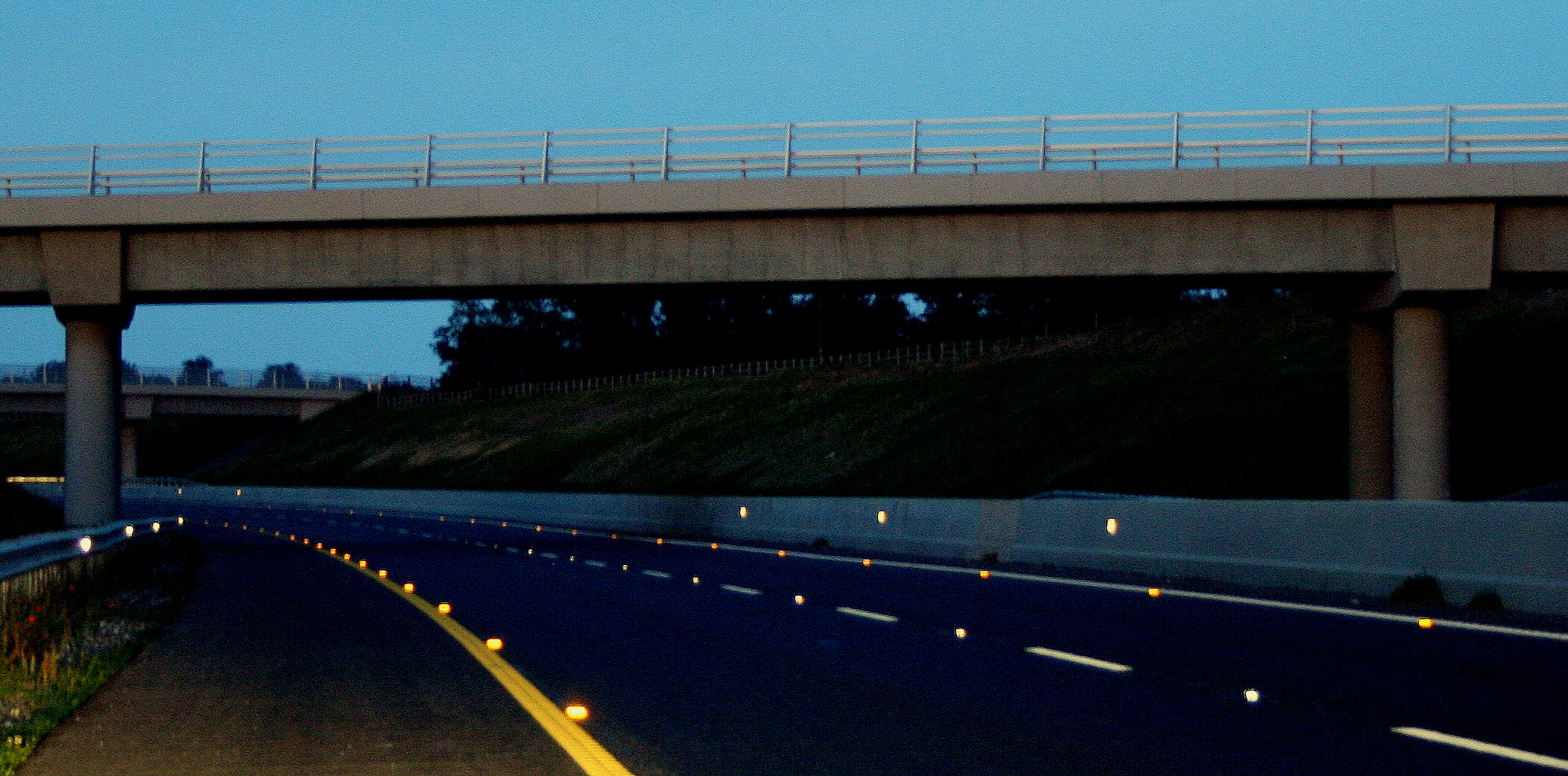
الطريق السريع إم9 في كارلو في أيرلندا، تتواجد عيون القطّ على سطح الطريق وَالعواكس الخَلفيَّة عند الحواف.

في أيرلندا، تُستَخدم عيون القطّ الصفراء عند كل الحواف القاسية وفي الطرق السريعة (لا تُستَخدم عيون القطّ الحمراء ولا الزراقاء). بالإضافة لاستخدام العصيّ العاكسة المُستقلّة بذاتها عند حواف الطرق الأيرلنديّة. وَتُستخدم عيون القطّ الخضراء لتنبيه السّائقين لوجود تقاطعٍ وشيك. يوجد استخدام محدود لعيون القطّ المُشَغَّلة بالطاقة الشّمسيّة، والَّتي تومض ضوءًا أبيضًا، بحيث توضع على الأقسام الخطرة للطريق مثل الأقسام وحيدة المَجاز في N11.

### الولايات المتحدة ونيوزيلندا
نقاط بوت (بالإنجليزية: Bott's dots) (هو بحثٌ بدأ في 1953، أصبح إلزاميًّا في كاليفورنيا منذ العام 1966) وَواصِمات المَجازات المكشوطة الأُخرى، تؤدّي وظيفة مُتماثلة في المناطق من الولايات المتحدة وَنيوزيلندا الَّتي يتساقط فيها القليل من الثّلج. وَتُستخدم الواصمات المثبّتة أو المَكسيّة بمعدنٍ واقٍ بكثرة في المناطق من الولايات المتّحدة الّتي يحدث فيها تراكم كثيف للثلوج والّذي يستلزم استخدام مُعَدَّات إزالة الثلج.

## المأمونيّة
في صباح 25 أبريل/نيسان 1999، وعلى الطريق السريع M3 في هامبشير، إنجلترا. أزاح فان (حافلة صغيرة مُغلقة النّوافذ: Van) الغطاء الفولاذيّ لعين القطّ والَّذي طار عبر الزّجاج الأماميّ للسيّارة التالية وضربت مُسافرةً (هي مُنَسِّقة ألحان
الطبل والباس فاليري أولوكيمي «كمي» أولوسانيا المعروفة باسم كمستري) في وجهها مؤدّيةً لوفاتها مُباشرةً. سجّل محقق الوفيات التقرير بأنّه وفاة بحادث. أقرّ المحقّقون أنّ أغطية عين القطّ تصبح مُقَلْقَلة في بعض الأحيان، وَأضافوا أنّه لم يُسمَع بهكذا حادث من قبل. وطُرِحَ تساؤلٌ في مجلس اللوردات حول مأمونيّة عيون القطّ على ضوء الحادثة، وَأجرت وكالة الطرق السريعة المحدودة (بالإنجليزية: Highways Agency limited) تحرّيًا حول «السّلامة وَالأداء طويل الأمد» للأنواع المختلفة لبروزات الطريق.

## روابط خارجيّة
- Reflecting Roadstuds Ltd (Shaw's company)
- Reflecting Roadstuds page at the Retroreflective Equipment Manufacturers Association
- Shaw's patent
- Cat's eyes website with information about a previous patent application